# پمپ روغن (محفظه احتراق داخلی)

پمپ گونه دنده‌ای

پمپ روغن (oil pump) یکی از اجزای موتور درون‌سوز است که جریانی از روغن موتور تحت فشار را برای روانکاری و خنک کاری به اجزای متحرک موتور مانند میل لنگ و پیستون می‌فرستد. روغن موتور تحت فشار علاوه بر روانکاری و خنک‌کاری، وظیفهٔ نیرو دادن به اجزائی مانند زنجیر سفت کن تایم، تایپیت هیدرولیک و سامانه زمان‌بندی متغیر سوپاپ را بر عهده دارد.

## انواع
پمپ روغن معمولاً در انواع روتوری، دنده‌ای و تیغه‌ای ساخته می‌شود. در بیشتر موتور های درون‌سوز پمپ روغن از میل لنگ یا میل سوپاپ نیرو می‌گیرد.